# Едмунд Гляйзе фон Горстенау
Едмунд Гляйзе фон Горстенау, також відомий як Едмунд Гляйзе-Горстенау (нім. Edmund Glaise von Horstenau; нар. 27 лютого 1882 — пом. 20 липня 1946) — австрійський офіцер в Австро-Угорській армії, останній віце-канцлер Австрії перед аншлюсом у 1938 році, військовий історик і архіваріус, генерал Вермахту під час Другої світової війни.

## Життєпис
Народився у Браунау-на-Інні, син офіцера, навчався у Терезіанській академії, служив у Першу світову війну при Генеральному штабі австро-угорської армії, де з 1915 р. очолював відділ преси Верховного командування збройних сил. Після війни вивчав історію у Віденському університеті, паралельно працевлаштувавшись в Австрійському воєнному архіві (де був директором із 1925 по 1938 рік), а в 1934 році ще й дослужився до полковника в розвідувальній службі австрійських збройних сил.
Бувши на початку монархістом, став у середині та кінці 1930-х років другою за значенням людиною в ієрархії забороненої в Австрії нацистської партії після керівника країни Артура Зейсс-Інкварта. Щоб поліпшити відносини з нацистською Німеччиною, був призначений членом «державної ради» (Staatsrat) Федеральної Держави Австрії з 1934 року в ранзі міністра без портфеля, а з 1936 по 1938 рік — як федеральний міністр внутрішніх справ у кабінеті канцлера Курта Шушніга після свого призначення під тиском Гітлера. На зустрічі Гітлера з Шушнігом біля Берггофа у Берхтесгадені 12 лютого 1938 р. Німеччина вимагала, серед іншого, щоб Гляйзе-Горстенау зробили міністром війни в новому, нацистському уряді, і що він після цього встановить тісні оперативні відносини між німецькою та австрійською арміями, що вело в кінцевому підсумку до поглинання австрійської німецькою. Після того, як Шушнігу 11 березня довелося піти у відставку, Гляйзе-Горстенау протягом двох днів був віце-канцлером Австрії за врядування Зейсса-Інкварта.

## Хорватія

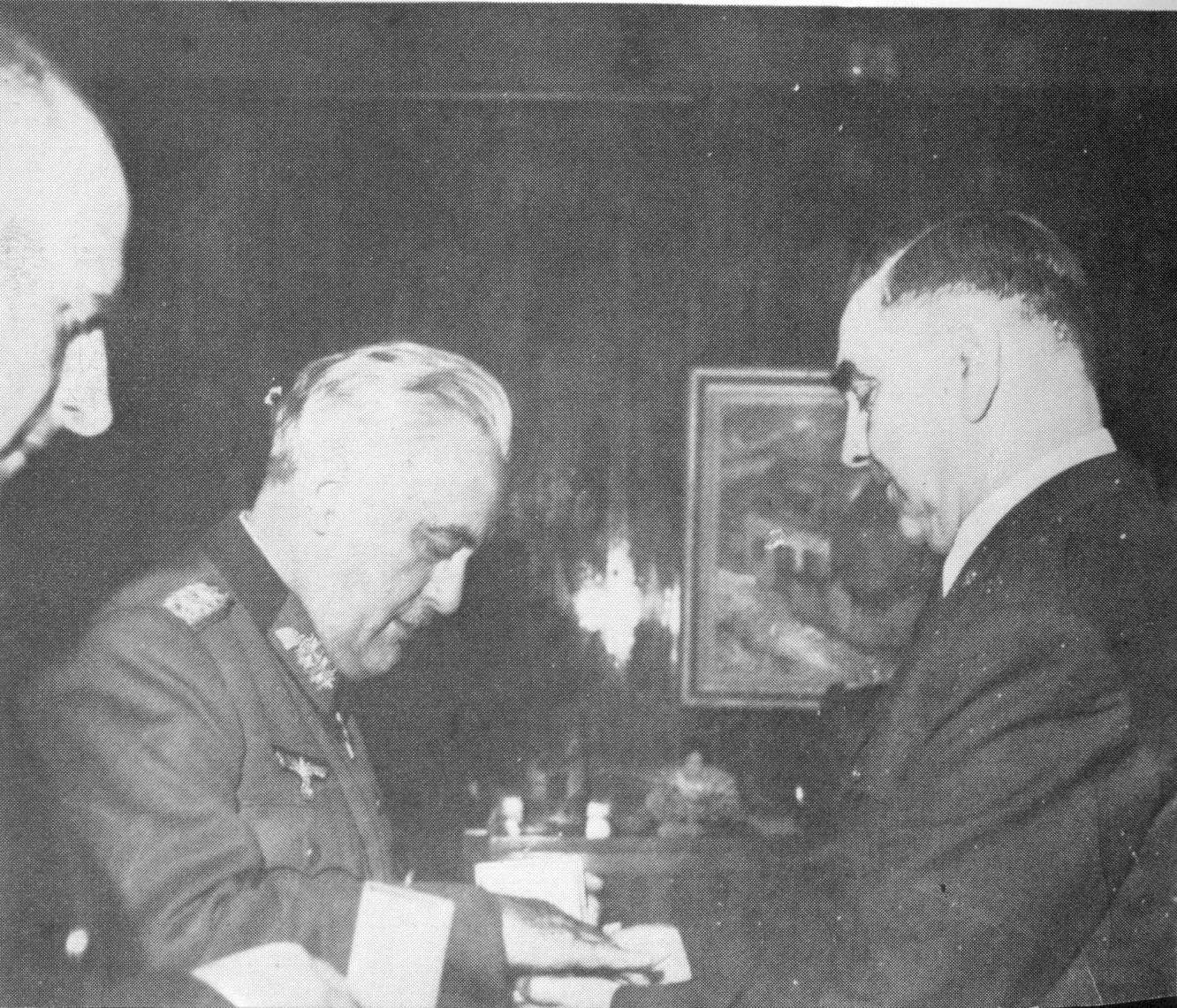
Зігфрід Каше, Горстенау та Анте Павелич у Загребі

Після аншлюсу вступив у Вермахт, а 14 квітня 1941 року призначений повноважним представником у Незалежній Державі Хорватії. Там він був шокований звірствами усташів (хорватські фашистські воєнізовані формування), які він неодноразово засуджував і яким протистояв. Ще 28 червня 1941 року він повідомив Німецькому верховному командуванню таке:
| Ліві лапки | ...за достовірними повідомленнями від незчисленних німецьких військових і цивільних спостерігачів, протягом останніх декількох тижнів усташі просто знавісніли. | Праві лапки |

10 липня він додав:
| Ліві лапки | Нашим військам доводиться бути німими свідками таких подій; це не позначається добре на їхній в інших випадках високій репутації ... Мені часто кажуть, що німецькі окупаційні війська мали б, нарешті, втрутитися у скоєння злочинів усташами. Це, кінець кінцем, може статися. Прямо зараз з наявними силами я не міг би просити таких дій. Принагідне втручання у поодиноких випадках могло б надати німецькій армії відповідального вигляду на тлі незліченних злочинів, яким вона не змогла запобігти в минулому. | Праві лапки |

Недостатня реакція ОКВ на критику Гляйзе-Горстенау методів усташів дедалі більше засмучувала його і викликала глибоку напруженість у стосунках з поглавником (провідником) НДХ Анте Павеличем. До 1944 року його взяла така скруха від побачених звірств, що він виявився серйозно замішаним у змові Лорковича-Вокича, націленій на повалення режиму Павелича та заміни його урядом, прихильним до західних союзників.
Подальший провал цієї спроби перетворив Гляйзе-Горстенау на «персону нон грата» як для хорватської керівної верхівки, так і для нацистів. Відтак протягом першого тижня вересня Павелич і німецький посол Зігфрід Каше змовилися і змістили його з посади 25 вересня. Відхід Гляйзе-Горстенау від справ відкрив двері для повальної політизації збройних сил Хорватії, яка відбулася упродовж наступних кількох місяців.
Після цього Гляйзе-Горстенау перейшов у «резерв фюрера» (Führer-Reserve) і йому дісталися нічим не примітні обов'язки військового історика Південного Сходу аж до його захоплення у полон армією США 5 травня 1945 року. Побоюючись екстрадиції в Югославію, він 20 липня 1946 року у військовому таборі Лангвассер поблизу Нюрнберга скоїв самогубство.

## Звання
- Лейтенант (18 серпня 1903)
- Обер-лейтенант (1 травня 1909)
- Гауптман (1 травня 1913)
- Майор (1 листопада 1917)
- Оберст-лейтенант запасу (23 вересня 1921)
- Оберст запасу (29 вересня 1934)
- Генерал-майор запасу (30 червня 1938)
- Оберст (1 лютого 1941)
- Бригадефюрер СА (1 лютого 1941)
- Генерал-майор (1 березня 1941)
- Генерал-лейтенант (1 серпня 1942)
- Группенфюрер СА (1943)
- Генерал піхоти (1 вересня 1943)

## Нагороди
- Ювілейний хрест
- Маріанський хрест
- Бронзова медаль «За військові заслуги» (Австро-Угорщина)
- Хрест «За військові заслуги» (Австро-Угорщина) 3-го класу з військовою відзнакою
- Орден Залізної Корони 3-го класу з військовою відзнакою і мечами — нагороджений двічі.
- Орден Франца Йосифа, офіцерський хрест з військовою відзнакою
- Військовий Хрест Карла
- Залізний хрест 2-го і 1-го класу
- Орден «За заслуги» (Баварія) 4-го класу з мечами
- Орден Меджида 3-го ступеня з мечами
- Великий срібний почесний знак «За заслуги перед Австрійською Республікою» (25 січня 1932)
- Почесний доктор Мюнхенського університету (1932)
- Пам'ятна військова медаль (Австрія) з мечами
- Хрест «За вислугу років» (Австрія) 2-го класу для офіцерів (25 років)
- Орден Відродження Польщі, командорський хрест
- Почесний хрест ветерана війни з мечами
- Орден Заслуг (Австрія), великий хрест (1937)
- Орден Заслуг (Угорщина), великий хрест
- Орден Меча, командорський хрест
- Орден «За військові заслуги» (Болгарія), великий офіцерський хрест
- Почесний знак Німецького Червоного Хреста, зірка
- Хрест Воєнних заслуг 2-го і 1-го класу з мечами
- Німецький хрест в сріблі (8 березня 1943)
- Орден Корони короля Звоніміра 1-го класу із зіркою
- Лицарський хрест Хреста Воєнних заслуг з мечами (8 листопада 1944)

## Публікації
- The collapse of the Austro-Hungarian empire, translated by Ian F.D. Morrow, London, Toronto: J.M. Dent, 1930 (Die Katastrophe, Die Zertrümmerung Österreich-Ungarns und das Werden der Nachfolgestaaten, Amalthea Verlag, Zürich-Leipzig-Wien, 1929)
- Edmund Glaise von Horstenau: Ein General im Zwielicht: die Erinnerungen Edmund Glaises von Horstenau, Volume 76, Böhlau, 1988, ISBN 9783205087496